# 四ツ木駅
四ツ木駅（よつぎえき）は、東京都葛飾区四つ木一丁目にある、京成電鉄押上線の駅。駅番号はKS48。

## 年表
- 1912年（大正元年）11月3日 - 開業[1]。
- 1923年（大正12年） - 荒川放水路開削に伴い現在地に移転。
- 1991年（平成3年）1月5日 - 旧荒川橋梁にタンカーが衝突し、上下線ともレールが折損するほどの事故が発生。押上線が数日間運休になる。
- 1992年（平成4年）- 上記事故を契機に、協定・調査段階であった荒川橋梁掛け替えおよび当駅 - 荒川駅（現・八広駅）間の高架化が最終決定され、工事が開始される。
- 1997年（平成9年） - 上り線を高架線に切り替え[2]。
- 1999年（平成11年） - 橋梁掛け替えに伴い堤防の上に橋梁を通す構造になったため、駅をやや北側に移設して高架化[3]。
- 2019年（平成31年/令和元年）
  - 2月 - アニメ『キャプテン翼』にちなんだ駅のラッピングを実施[4]。
  - 3月1日 - 列車接近メロディとしてアニメの主題歌である『燃えてヒーロー』が導入される（編曲は福嶋尚哉。電車接近のアナウンスもアニメ第4作で大空翼役を務める三瓶由布子、同じくアニメ第4作における中沢早苗役を務める原紗友里が担当）[5][6]。
  - 10月 - アニメ『キャプテン翼』にちなんだ駅のラッピングの一部をリニューアル[7]。
- 2024年（令和6年）1月27日 - 2番線の接近アナウンスの声優が原沙友里からアニメ第4作で日向小次郎役を務める佐藤拓也に変更[8]。

## 駅構造
相対式ホーム2面2線を有する高架駅である。
八広駅とを結ぶ荒川橋梁の架け替え工事前は、川岸の道路上に駅舎があり、階段を上って改札口に達する構造であった。また、構内踏切があり、ホーム間を相互に行き来できるようになっていた。架け替え工事後は線路が付け替えられたため、駅舎をやや北側に移設した。

### のりば
| 番線 | 路線   | 方向 | 行先                                                              |
| ---- | ------ | ---- | ----------------------------------------------------------------- |
| 1    | 押上線 | 上り | 押上・ 都営浅草線・ 京急線方面                                    |
| 2    | 押上線 | 下り | 青砥・京成高砂・京成船橋・ 成田空港・京成千葉方面（京成本線経由） |
| 2    | 押上線 | 下り | 北総線・ 成田空港方面（成田スカイアクセス線経由）                 |

- 現地の案内では、直通列車のない「京成上野」「京成金町」も表記されていたが、2010年代半ばのサインシステム更新の際に削除された。

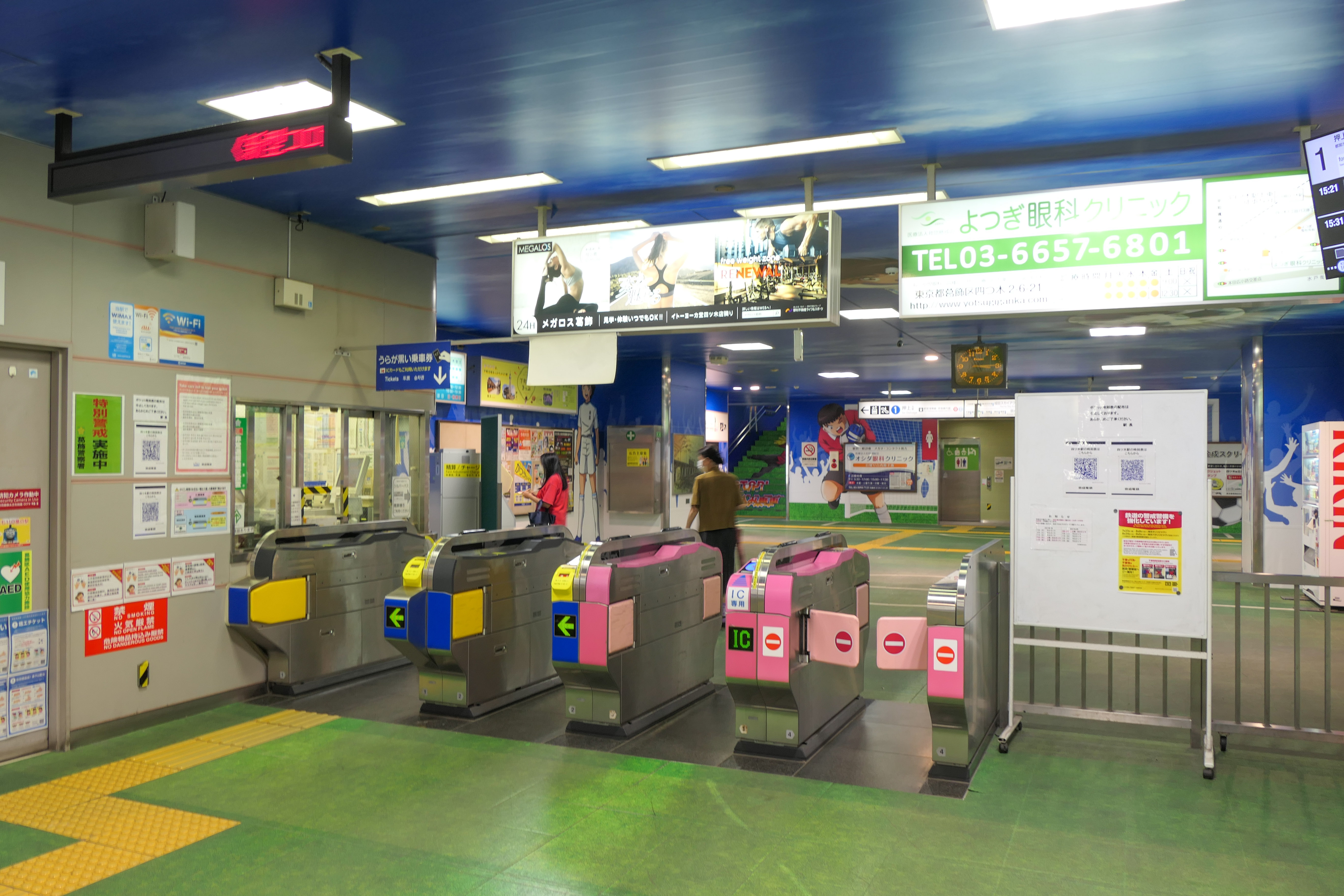
改札口（2021年7月）
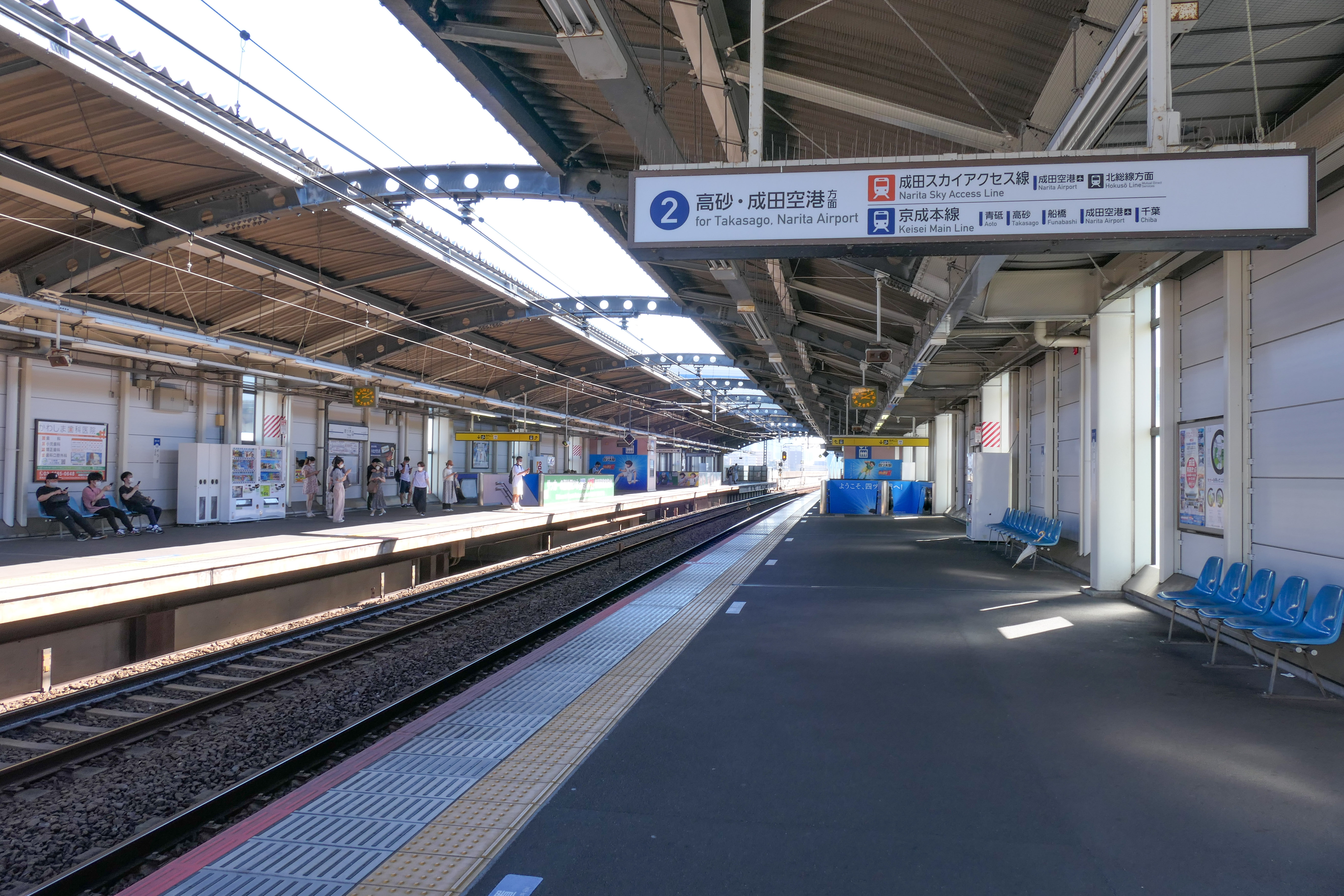
ホーム（2021年7月）

## 利用状況
2024年度の1日平均乗降人員は18,180人である。
近年の1日平均乗降・乗車人員推移は下表の通りである。
| 年度               | 1日平均 乗降人員 | 1日平均 乗車人員 | 出典     |
| ------------------ | ---------------- | ---------------- | -------- |
| 1990年（平成02年） |                  | 5,921            | [ * 1 ]  |
| 1991年（平成03年） |                  | 5,964            | [ * 2 ]  |
| 1992年（平成04年） |                  | 6,068            | [ * 3 ]  |
| 1993年（平成05年） |                  | 6,003            | [ * 4 ]  |
| 1994年（平成06年） |                  | 5,921            | [ * 5 ]  |
| 1995年（平成07年） |                  | 5,986            | [ * 6 ]  |
| 1996年（平成08年） |                  | 5,981            | [ * 7 ]  |
| 1997年（平成09年） |                  | 5,992            | [ * 8 ]  |
| 1998年（平成10年） |                  | 5,890            | [ * 9 ]  |
| 1999年（平成11年） |                  | 5,817            | [ * 10 ] |
| 2000年（平成12年） |                  | 5,868            | [ * 11 ] |
| 2001年（平成13年） |                  | 5,907            | [ * 12 ] |
| 2002年（平成14年） | 11,640           | 5,926            | [ * 13 ] |
| 2003年（平成15年） | 12,063           | 6,101            | [ * 14 ] |
| 2004年（平成16年） | 11,922           | 6,101            | [ * 15 ] |
| 2005年（平成17年） | 11,958           | 6,107            | [ * 16 ] |
| 2006年（平成18年） | 12,218           | 6,249            | [ * 17 ] |
| 2007年（平成19年） | 12,671           | 6,459            | [ * 18 ] |
| 2008年（平成20年） | 12,666           | 6,425            | [ * 19 ] |
| 2009年（平成21年） | 12,683           | 6,430            | [ * 20 ] |
| 2010年（平成22年） | 12,987           | 6,567            | [ * 21 ] |
| 2011年（平成23年） | 12,680           | 6,413            | [ * 22 ] |
| 2012年（平成24年） | 13,204           | 6,679            | [ * 23 ] |
| 2013年（平成25年） | 13,732           | 6,942            | [ * 24 ] |
| 2014年（平成26年） | 14,096           | 7,126            | [ * 25 ] |
| 2015年（平成27年） | 14,737           | 7,454            | [ * 26 ] |
| 2016年（平成28年） | 15,219           | 7,699            | [ * 27 ] |
| 2017年（平成29年） | 15,737           | 7,962            | [ * 28 ] |
| 2018年（平成30年） | 16,553           | 8,376            | [ * 29 ] |
| 2019年（令和元年） | 16,982           | 8,589            | [ * 30 ] |
| 2020年（令和02年） | 13,307           | 6,725            |          |
| 2021年（令和03年） | 14,542           | 7,351            |          |
| 2022年（令和04年） | 16,198           | 8,198            |          |
| 2023年（令和05年） | 17,398           | 8,799            |          |
| 2024年（令和06年） | 18,180           | 9,195            |          |

## 駅周辺
公共施設など
- 四ツ木駅区民サービスコーナー
- 四つ木公園
- 渋江公園
- 東京都立東大和療育センター分園よつぎ療育園（都営東四つ木4丁目アパート1号棟1階、20階建の建物）
- 東四つ木在宅サービスセンター（都営東四つ木4丁目アパート2号棟1階、24階建の建物）
- 四つ木聖地苑
- 首都高速道路中央環状線 四つ木出入口
- 西光寺（葛西清重史跡）
- 浄光寺（木根川薬師）

河川
- 荒川
- 綾瀬川

店舗など
- 葛飾郵便局
  - ゆうちょ銀行葛飾店
- 葛飾四つ木郵便局
- 葛飾東四つ木郵便局
- イトーヨーカドー四つ木店

## バス路線
四ッ木駅
- 京成バス東京
  - <新小52> 市川駅（立石駅通り・小岩駅北口・江戸川駅通り経由） / 新小岩駅
  - <新小52乙> 亀有駅（立石駅通り・青砥駅入口経由） / 新小岩駅 ※ 一部葛飾区役所も経由

## その他
地下鉄8・11号線（東京メトロ有楽町線・半蔵門線）が当駅の北側付近に延伸する構想があるが、開業の目処は立っていない。

## 隣の駅
京成電鉄
 押上線
■快速特急・■アクセス特急・■特急・■通勤特急・■快速
通過
■普通
八広駅 (KS47) - 四ツ木駅 (KS48) - 京成立石駅 (KS49)

### 記事本文
1. ↑  現在の四つ木一丁目31番付近の路面上にあった。
2. ↑  『鉄道ピクトリアル』第48巻第4号、電気車研究会、1998年4月、83頁。
3. ↑  ただし高架化以前も地上駅ではなく、現行の駅よりも高度はかなり低いものの、地上から階段を上ってホームに達する構造であったことから、元々の駅舎も高架駅であった。
4. ↑  原作者・高橋陽一の出身地および作品の舞台モデルが葛飾区であることによる。「駅が丸ごとキャプテン翼 東京・葛飾の京成四ツ木」産経新聞ニュースサイト（2019年3月4日）2019年3月5日閲覧。
5. ↑  “京成電鉄押上線「四ツ木駅」、アニメ「キャプテン翼」特別装飾中！”.   キャプテン翼ポータルサイト「ボールはともだち.com」 (2019年5月24日). 2021年4月12日閲覧。
6. ↑  “京成電鉄四ツ木駅接近メロディを制作”.  株式会社スイッチ (2019年3月1日). 2021年4月12日閲覧。
7. ↑  “京成電鉄、四ツ木駅の「キャプテン翼」特別装飾を一部リニューアル”.   レイルラボ (2019年10月15日). 2021年4月12日閲覧。
8. ↑  “日向小次郎が新たに登場！ 四ツ木駅の『キャプテン翼』案内放送を変更します！”.   京成電鉄 (2024年1月24日). 2024年3月28日閲覧。
9. 1 2  京成電鉄、新京成電鉄、北総鉄道　昭和～平成の記録（アルファベータブックス）2023年5月5日第一版 50頁
10. ↑  葛飾区統計書 - 葛飾区
11. ↑  各種報告書 - 関東交通広告協議会
12. ↑  東京都統計年鑑

### 利用状況
東京都統計年鑑
1. ↑  東京都統計年鑑（平成2年）
2. ↑  東京都統計年鑑（平成3年）
3. ↑  東京都統計年鑑（平成4年）
4. ↑  東京都統計年鑑（平成5年）
5. ↑  東京都統計年鑑（平成6年）
6. ↑  東京都統計年鑑（平成7年）
7. ↑  東京都統計年鑑（平成8年）
8. ↑  東京都統計年鑑（平成9年）
9. ↑  東京都統計年鑑（平成10年） (PDF)
10. ↑  東京都統計年鑑（平成11年） (PDF)
11. ↑  東京都統計年鑑（平成12年）
12. ↑  東京都統計年鑑（平成13年）
13. ↑  東京都統計年鑑（平成14年）
14. ↑  東京都統計年鑑（平成15年）
15. ↑  東京都統計年鑑（平成16年）
16. ↑  東京都統計年鑑（平成17年）
17. ↑  東京都統計年鑑（平成18年）
18. ↑  東京都統計年鑑（平成19年）
19. ↑  東京都統計年鑑（平成20年）
20. ↑  東京都統計年鑑（平成21年）
21. ↑  東京都統計年鑑（平成22年）
22. ↑  東京都統計年鑑（平成23年）
23. ↑  東京都統計年鑑（平成24年）
24. ↑  東京都統計年鑑（平成25年）
25. ↑  東京都統計年鑑（平成26年）
26. ↑  東京都統計年鑑（平成27年）
27. ↑  東京都統計年鑑（平成28年）
28. ↑  東京都統計年鑑（平成29年）
29. ↑  東京都統計年鑑（平成30年）
30. ↑  東京都統計年鑑（平成31年・令和元年）

京成電鉄の1日平均利用客数
1. 1 2 3 4  京成電鉄株式会社. “駅別乗降人員（2024年度）” (PDF). 2025年5月5日閲覧。
2. 1 2  京成電鉄株式会社. “駅別乗降人員（2022年度）” (PDF). 2025年5月5日閲覧。
3. 1 2  京成電鉄株式会社. “駅別乗降人員（2023年度）” (PDF). 2025年5月5日閲覧。